# Barnim IV Dobry
Barnim IV Dobry (ur. w okr. 1319–1320, zm. 22 sierpnia 1365 w Wołogoszczy) – książę wołogosko-rugijski z dynastii Gryfitów. Syn Warcisława IV i Elżbiety.

## Życie i panowanie
Pierwszy raz został wspominany w źródłach w 1324, jako współwystawca dokumentów razem z matką i starszym bratem. Jeszcze w 1343 nie posiadał własnej pieczęci, co przemawia za datowaniem jego narodzin na lata 1319–1320. Według literatury przedmiotu nie odgrywał ważniejszej roli w polityce Gryfitów. Księstwem, w jego imieniu zarządzał starszy brat Bogusław V (Wielki).
11 lipca 1343 Barnim IV, wespół z pierworodnym Warcisława IV zawarł sojusz/pakt z Kazimierzem Wielkim przeciw Krzyżakom, które gwarantowały nienaruszalność postanowień zawartych 8 lipca tego roku pomiędzy królem Polski a Krzyżakami (pokój kaliski).
Dopuszczony do współrządów przez brata Bogusława V – zarządzał Rugią. Przydomkiem Dobry określa jego XIV-wieczna Genealogia bukowska.

## Rodzina
Barnim IV był żonaty z Zofią (według E. Lubinusa - Sophia Vandalica Maria), prawdopodobnie córką Jana II, księcia na Güstrowie i wdową po Albrechcie IV, księciu sasko–lauenburskim.
Ze związku małżeńskiego miał troje dzieci:
- Warcisława VI (Jednookiego) (ur. 1346, zm. 13 czerwca 1394) – księcia wołogoskiego, bardowskiego i rugijskiego,
- Bogusława VI (ur. 1354 lub 1356, zm. 7 marca 1393) – księcia wołogoskiego i rugijskiego,
- Elżbietę (Elsabę) (ur. 1360, zm. w okr. 5 października–31 grudnia 1388) – żonę Magnusa I, księcia meklemburskiego na Schwerinie (syna Albrechta II Wielkiego, księcia meklemburskiego i Eufemii szwedzkiej)[6].

Od Barnima IV Dobrego pochodzi linia wołogoska Gryfitów, która przetrwała najdłużej z całej dynastii. Potomek Barnima w czwartym pokoleniu, Eryk II Lienzer odziedziczył po wygaśnięciu dwóch pozostałych linii najpierw w 1459 r. księstwo słupskie, a potem w 1464 r. księstwo szczecińskie. Księstwo wołogoskie zatrzymał brat Eryka II, Warcisław X, a po jego zgonie całe Pomorze Zachodnie przypadło potomkom Eryka II. 

### Genealogia
| Bogusław IV ur. w okr. 1254–1255 zm. 19 II 1309 | Bogusław IV ur. w okr. 1254–1255 zm. 19 II 1309 |                                                                    |                                                                    | Małgorzata ur. w okr. 1265–1271 zm. po 4 XII 1315, p. 1317 | Małgorzata ur. w okr. 1265–1271 zm. po 4 XII 1315, p. 1317 |  |  | Herman III Długi ur. ok. 1275 zm. 1 II 1308 | Herman III Długi ur. ok. 1275 zm. 1 II 1308 |                                                                          |                                                                          | Anna Habsburżanka ur. 1280 zm. 1327 | Anna Habsburżanka ur. 1280 zm. 1327 |
|                                                 |                                                 |                                                                    |                                                                    |                                                            |                                                            |  |  |                                             |                                             |                                                                          |                                                                          |                                     |                                     |
|                                                 |                                                 |                                                                    |                                                                    |                                                            |                                                            |  |  |                                             |                                             |                                                                          |                                                                          |                                     |                                     |
|                                                 |                                                 | Warcisław IV ur. w okr. 11–27 V 1291 zm. w okr. 31 VII–1 VIII 1326 | Warcisław IV ur. w okr. 11–27 V 1291 zm. w okr. 31 VII–1 VIII 1326 |                                                            |                                                            |  |  |                                             |                                             | Elżbieta ur. w okr. 1300–1304 zm. w okr. II–III 1355 lub przed 2 II 1356 | Elżbieta ur. w okr. 1300–1304 zm. w okr. II–III 1355 lub przed 2 II 1356 |                                     |                                     |
|                                                 |                                                 |                                                                    |                                                                    |                                                            |                                                            |  |  |                                             |                                             |                                                                          |                                                                          |                                     |                                     |
|                                                 |                                                 |                                                                    |                                                                    |                                                            |                                                            |  |  |                                             |                                             |                                                                          |                                                                          |                                     |                                     |
|                                                 |                                                 |                                                                    |                                                                    |                                                            |                                                            |  |  |                                             |                                             |                                                                          |                                                                          |                                     |                                     |

|                                                |                                                | Zofia ur. w okr. 1324–1325 zm. zap. 5 IX 1364 OO w okr. 1344–1345 | Zofia ur. w okr. 1324–1325 zm. zap. 5 IX 1364 OO w okr. 1344–1345 | Barnim IV Dobry (ur. w okr. 1319–1320 zm. 22 VIII 1365) | Barnim IV Dobry (ur. w okr. 1319–1320 zm. 22 VIII 1365) |  |  |  |  |
|                                                |                                                |                                                                   |                                                                   |                                                         |                                                         |  |  |  |  |
|                                                |                                                |                                                                   |                                                                   |                                                         |                                                         |  |  |  |  |
|                                                |                                                |                                                                   |                                                                   |                                                         |                                                         |  |  |  |  |
| Elżbieta (Elsaba) ur. 1360 zm. 5 X–31 XII 1388 | Elżbieta (Elsaba) ur. 1360 zm. 5 X–31 XII 1388 | Bogusław VI ur. 1354 lub 1356 zm. 7 III 1393                      | Bogusław VI ur. 1354 lub 1356 zm. 7 III 1393                      | Warcisław VI (Jednooki) ur. 1346 zm. 13 VI 1394         | Warcisław VI (Jednooki) ur. 1346 zm. 13 VI 1394         |  |  |  |  |

### Opracowania
- Kazimierz Kozłowski, Jerzy Podralski, Gryfici. Książęta Pomorza Zachodniego, Szczecin: Krajowa Agencja Wydawnicza, 1985, ISBN 83-03-00530-8, OCLC 189424372. Brak numerów stron w książce
- Edward Rymar, Rodowód książąt pomorskich, Szczecin: Książnica Pomorska im. Stanisława Staszica, 2005, ISBN 83-87879-50-9, OCLC 69296056. Brak numerów stron w książce

### Opracowania online
- Schmidt R., Bogislaw V. Herzog von Pommern-Wolgast (niem) [w:] NDB, ADB Deutsche Biographie (niem.), [dostęp 2012-02-17].

### Literatura dodatkowa (online)
- Madsen U., Barnim IV. (niem.), [dostęp 2012-02-18].